# Treacher Collinsův syndrom
Treacher Collinsův syndrom (dále TCS) neboli Franceschetti-Zwahlen-Klein syndrom je autosomálně dědičné postižení, které postihuje více ženy než muže. Riziko dědičnosti je 50 % a je vyšší u žen s TCS. Tento syndrom se projevuje zejména fyzicky malformacemi na obličeji a uších. Inteligence pacientů s TCS je normální, může být i nadprůměrná.
Syndrom je pojmenován po britském oftalmologovi Edwardu Treacheru Collinsovi (1862–1932), který jej jako první popsal v roce 1900. Příčinou je genová mutace v TCOF1 genu na chromozomu 5q32-q33.1 (5. chromozom, gen číslo 32+33).

## Symptomy
Mezi symptomy TCS patří šikmá a zdeformovaná víčka, zapadlá brada, orofaciální rozštěp dle stupně postižení (rozštěp patra, čelisti, rtu nebo kombinace), čelistní  a zubní anomálie, deformace nebo absence uší spojená s nedoslýchavostí nebo úplnou hluchotou, obstrukce horních cest dýchacích spojená s dýchacími potížemi.

## Léčba
TCS je vrozená vývojová vada a lze pouze operativně řešit její projevy. Provádí se zákroky maxilofaciální a plastické chirurgie pro zlepšení vzhledu, léčba nedoslýchavosti sluchadly, léčba dýchacích potíží, léčba vývojových čelistních anomálií ortodonticky nebo chirurgicky, logopedická terapie při orofaciálních rozštěpech.